# Bourg-Archambault
Bourg-Archambault é uma comuna francesa na região administrativa da Nova Aquitânia, no departamento de Vienne. Estende-se por uma área de 24,33 km². Em 2010 a comuna tinha 193 habitantes (densidade: 7,9 hab./km²).